# Sportfreunde Siegen
Die Sportfreunde Siegen sind ein Fußballverein in Siegen. Der Verein wurde am 8. September 1899 ursprünglich als Abteilung des TV Jahn Siegen 1879 gegründet und hieß damals noch Fußballclub Jahn Siegen. 1923 erfolgte der Zusammenschluss mit dem Sportverein 07 Siegen. Seitdem, bis auf eine kurze Phase nach dem Zweiten Weltkrieg, trägt der Verein den Namen Sportfreunde Siegen von 1899 e. V. Die Sportfreunde wurden 1955 Deutscher Amateurmeister und spielen seit dem Aufstieg im Jahr 2025 in der viertklassigen Regionalliga West.

## Entwicklung
Der FC Jahn Siegen, der erste Vorläufer der heutigen Sportfreunde, entstand 1899 als Fußballabteilung des TV Jahn von 1879 Siegen und trat noch im selben Jahr in den 1898 gegründeten Rheinischen Spielverband ein. Die ersten Titel gewannen die Siegener 1908 (Meister der 1. Klasse des Bezirks Oberhessen, Gruppe B), 1911 (A-Klasse-Meister im Bezirk Oberhessen) und 1914 (Meister der A-Klasse Nord des rheinischen Südkreises).

### Die 1920er Jahre
Die erfolgreichste Zeit der frühen Siegener Fußballgeschichte waren die 1920er Jahre. 1920 nahm der FC Jahn als Meister von Südwestfalen und Mark zum dritten Mal an der Endrunde um die westdeutsche Meisterschaft teil und überstand mit einem 2:1 gegen Kurhessen Kassel erstmals das Viertelfinale. Anschließend wurden die 1923 durch den Austritt des FC Jahn aus dem Gesamtverein und der Fusion mit dem Sportverein 07 Siegen entstandenen Sportfreunde Siegen von 1899 bis 1926 vier Mal in Folge Südwestfalenmeister, qualifizierten sich allerdings 1933 nicht für die Gauliga. Trotz vier Meisterschaften in der Bezirksklasse Arnsberg im Gau IX (Westfalen) gelang ihnen kein Aufstieg.

### Deutsche Amateurmeisterschaft 1955
Nach dem Zweiten Weltkrieg konnten die Sportfreunde lange nicht an die Vorkriegserfolge anknüpfen. Trotz mehrerer Meisterschaften (1947: Sportkreise Siegen, Wittgenstein und Olpe, damit Aufstieg in die Drittklassigkeit; 1953, 1954, 1955, 1956, 1959 und 1961 in der Amateurliga Westfalen) sowie der deutschen Amateurmeisterschaft 1955 gelang erst 1961 der Aufstieg in die 2. Division. 1963 waren die Sportfreunde für die neu gegründete zweitklassige Regionalliga qualifiziert, stiegen aber sofort wieder ab. 1968 stürzten sie sogar in die Viertklassigkeit ab, sie kamen aber schon 1969 in die Amateurliga Westfalen und 1972 in die Regionalliga zurück.
Der absolute Höhepunkt war der Gewinn der deutschen Amateurmeisterschaft am 25. Juni 1955 in Wetzlar mit einem 5:0-Endspielsieg über den Hessen-Meister SpVgg Bad Homburg. Dabei waren die Siegener lediglich als Westfalen-Dritter in die DFB-Endrunde eingezogen. In Westfalen, wo es seinerzeit fünf Landesligastaffeln als Amateur-Spitzenklasse gab, mussten die Sportfreunde in der Ausscheidung um die Westfalen-Amateurmeisterschaft sowohl Eintracht Gelsenkirchen als auch dem VfB 03 Bielefeld, die jedoch beide ins Lager des bezahlten Fußballs wechselten und sich deshalb nicht um die Amateurkrone bewerben konnten, den Vortritt lassen.
- Aufstellung: Werner Steffe[3], Heinz Kirsch, Friedel Klein, Werner Rarrasch, Hans Czerny[4], Günter Neuser[5], Willi Elze, Paul Haase[6], Otto Nauroth, Herbert Schäfer, Werner Kurth
- Trainer: Jean Paffrath
- Spieldaten: Sportfreunde Siegen – SpVgg Bad Homburg 5:0; Tore: Paul Haase (2), Otto Nauroth (2), Werner Kurth

### Die Regionalligajahre
Als die Fußball-Regionalliga West zur Saison 1963/64 eingeführt wurde, gehörten auch die Sportfreunde zu den Gründungsmannschaften. Sie belegten jedoch nur den 18. Tabellenplatz und stiegen ab. Herausragender Spieler in dieser Saison war Peter Blusch, der für die Saison 1964/65 bei Eintracht Frankfurt einen Vertrag für die Bundesliga erhielt.

Logo bis Sommer 2002

1972 gelang mit dem Gewinn der Titel „Westfalenmeister“ und „Westdeutscher Amateurmeister“ erneut der Aufstieg in die Regionalliga. In der Saison 1972/73 spielten die Sportfreunde im Schnitt vor 8.206 Zuschauern. Dabei gab es gleich zum Saisoneinstand gegen den Bundesliga-Absteiger Borussia Dortmund den für sie bis heute gültigen Zuschauerrekord von 22.339 zahlenden Zuschauern. Als Aufsteiger belegte man in der Endabrechnung einen guten siebten Platz, bei 39:29 Punkten punktgleich mit dem Rangsechsten Alemannia Aachen. Zwei prominente "Heimkehrer" hatten maßgeblichen Anteil an diesem Erfolg; das Siegerländer Fußballidol Herbert Schäfer, der im Sommer 1971 als Trainer zu seinem Stammverein zurückkehrte, und Gerhard Neuser, der nach sechs erfolgreichen Jahren als Mittelfeld-Regisseur bei Schalke 04 ebenfalls zurückgekehrt war. Zudem war Stürmer Gerhard Scholtyschik mit 24 Treffern zweitbester Torschütze der Regionalliga West – gleich hinter dem für Bayer 05 Uerdingen stürmenden Manni Burgsmüller (29 Tore) und vor dem Essener Willi Lippens (23 Tore).
Die Saison 1973/74 stellte den Sportfreunden in ihrem zweiten Regionalligajahr insofern eine kaum überwindbare Hürde, als für Sommer 1974 die Auflösung der Regionalliga beschlossen war und für die Einreihung in die neu zu gründende 2. Bundesliga über den aktuellen Tabellenrang eine Bewertung früherer Platzierungen erfolgte. Damit wurden altgediente Regionalligavereine bevorteilt und die Sportfreunde mussten trotz eines 12. Ranges bei 18 Mannschaften zurück ins Amateurlager.
Ab Gründung der 2. Bundesliga zur Saison 1974 spielten die Siegener zwölf Jahre lang durchgehend drittklassig – zunächst in der Amateurliga, ab 1978 in der neuen Amateur-Oberliga Westfalen. Nach dem Abstieg 1986 brauchten sie drei Anläufe (1988/89, 1992/93 und 1994/95), um in die Oberliga aufzusteigen und dort den Klassenverbleib zu schaffen. Zu den prägenden Spielern Ende der 1980er und Anfang der 1990er Jahre gehörten beispielsweise Thomas Gräbener, Thomas Vtic, Skender Gega und Luděk Kovačík. 1997 gelang unter Trainer Ingo Peter mit großem Vorsprung vor dem Tabellenzweiten Hasper SV der Aufstieg in die Regionalliga West/Südwest. Als erfolgreichste Torschützen des Teams um Asif Šarić, Zdenko Kosanović, Afrim Kuci, Darius Scholtysik und Romas Cirba, das im Schnitt knapp 2.000 Zuschauer pro Heimspiel verfolgten, zeichneten sich Zorislaw Jonjic und Stephan Kessenich aus. Zwar verließen namhafte Spieler wie Kosanovic und Kessenich den Verein, der Kern der Mannschaft blieb jedoch erhalten. Hinzu kamen unter anderem Spieler wie Ralf Kellermann, Frank Germann, Thomas Hein, Dieter Schönberger oder der mit 14 Toren in der Saison 1997/98 erfolgreichste Torschütze der Sportfreunde, Uwe Klein. Bereits in jener ersten Saison erreichte man die Vizemeisterschaft hinter Rot-Weiß Oberhausen. Wie in der Vorsaison wiesen die Sportfreunde auch diesmal den höchsten Zuschauerschnitt aller Vereine der Liga auf und distanzierten mit 5.416 Zuschauern pro Heimspiel Rot-Weiss Essen (4.373) und Alemannia Aachen (3.732) deutlich. In der Aufstiegsrunde zur 2. Bundesliga scheiterten sie knapp an Tennis Borussia Berlin. Im DFB-Pokal 1998/99 kamen die Sportfreunde, durch Siege gegen den 1. FSV Mainz 05 in der ersten Runde (3:1), den SC Freiburg in der zweiten Runde (1:0) und im Achtelfinale gegen den KFC Uerdingen 05, bis ins Viertelfinale, dort verloren sie mit 1:3 gegen den VfL Wolfsburg.

### 2. Bundesliga, Absturz und Insolvenz

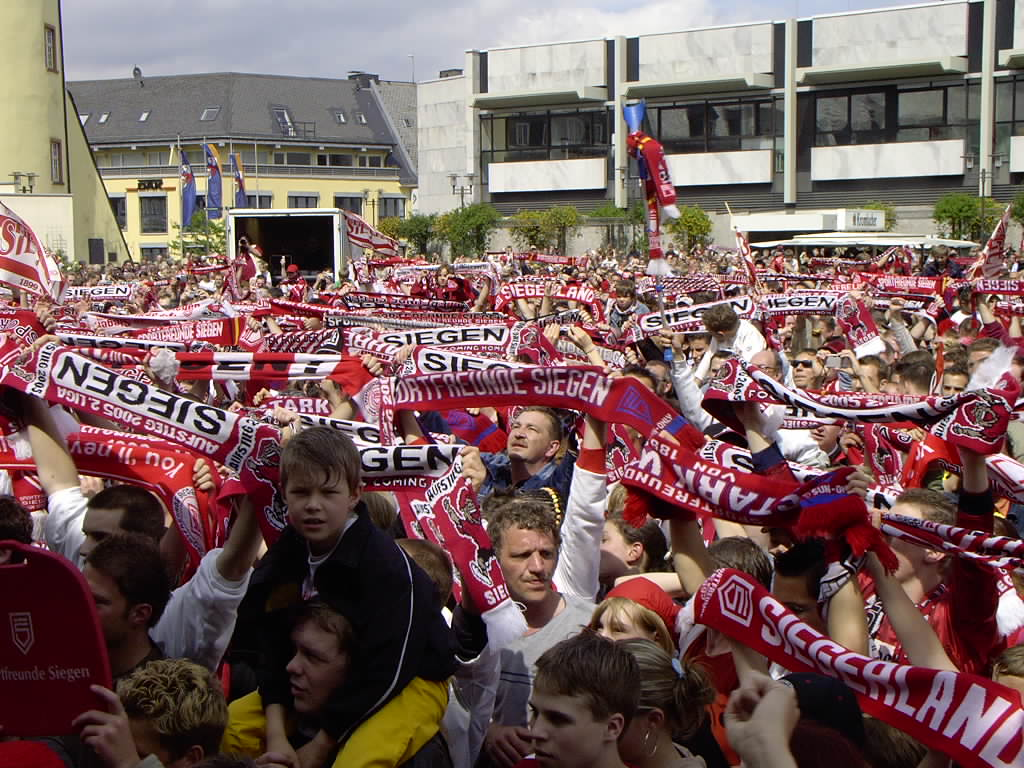
Aufstieg in die Zweite Bundesliga – Feier am Unteren Schloss in Siegen

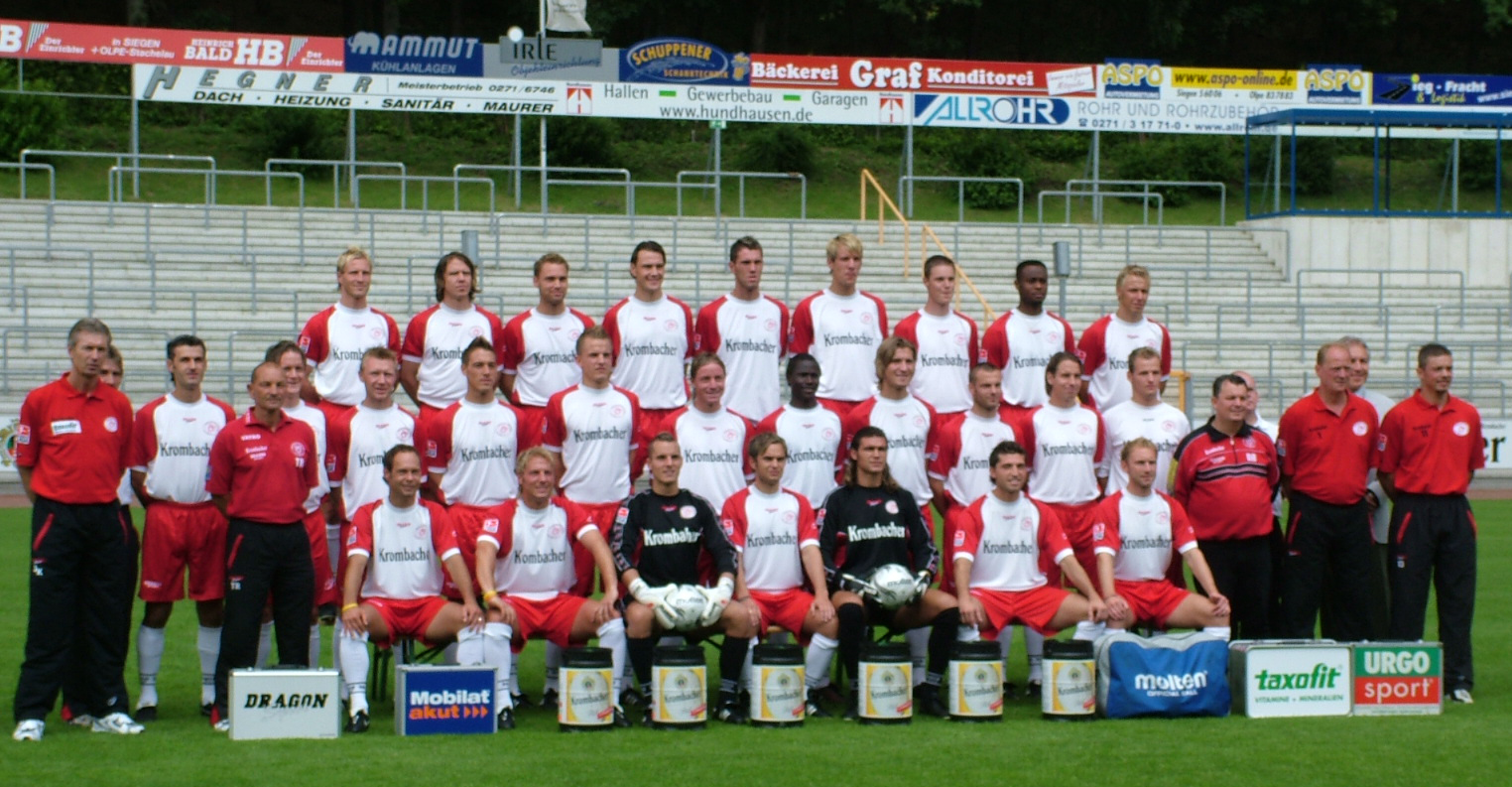
Mannschaftsfoto der Zweitliga-Mannschaft der Sportfreunde Siegen

In der Saison 2004/05 gelang den Siegenern schließlich der erstmalige Aufstieg in die 2. Bundesliga. In einem dramatischen Saisonfinale hatte Jahn Regensburg den Sportfreunden die entscheidende Schützenhilfe geleistet, da sie den FC Augsburg, der am letzten Spieltag knapp vor Siegen den Aufstiegsplatz belegte, aufgrund zweier Tore in der 88. Minute und der Nachspielzeit mit 2:1 schlagen konnten. Mit 21 Toren trug der in Alchen im Siegerland aufgewachsene und spätere Nationalspieler Patrick Helmes maßgeblich zum Aufstieg bei; er wechselte im Anschluss jedoch zum 1. FC Köln. Im Aufstiegsjahr gewann Siegen zudem den Westfalenpokal durch ein 5:3 im Elfmeterschießen gegen die zweite Mannschaft des VfL Bochum.

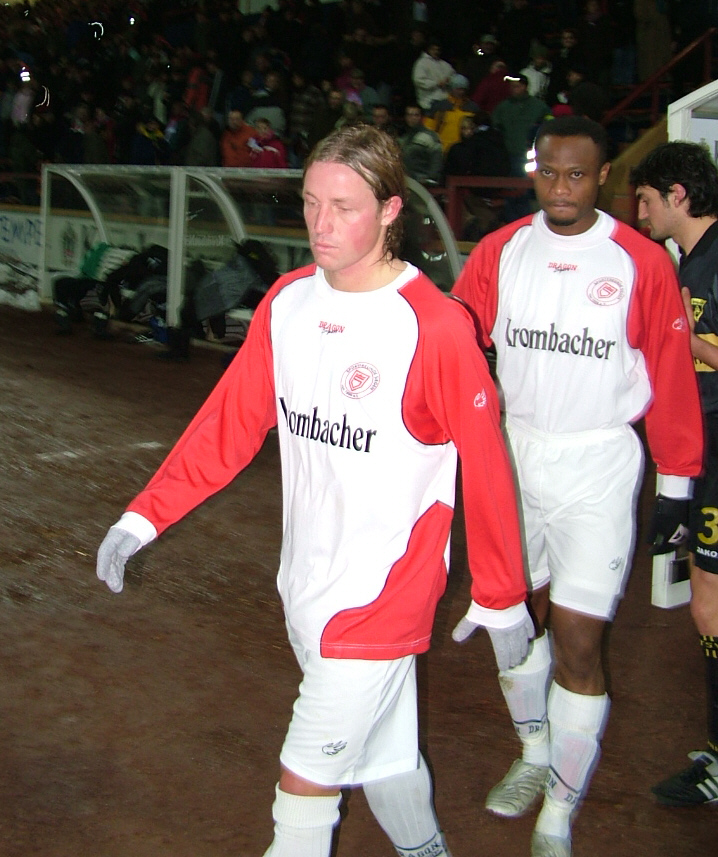
Sven Lintjens schoss das erste Tor der Zweitliga-Historie der Sportfreunde Siegen

Das erste Tor für die Sportfreunde im Profifußball am zweiten Spieltag beim 4:0-Heimerfolg über die SpVgg Unterhaching schoss Sven Lintjens. Trotz weiterer anfänglicher Achtungserfolge rutschten die Sportfreunde in der Rückrunde 2005/06 auf einen Abstiegsplatz und verließen diesen nicht mehr. Nach einem 2:2-Unentschieden beim SC Freiburg stand der Abstieg in die Regionalliga schon am 31. Spieltag fest. Der Verein beendete die Saison schließlich auf dem letzten Platz.
Am 1. Mai 2008 beurlaubte der Verein Trainer Marc Fascher, da er die Qualifikation zur neuen 3. Liga gefährdet sah. Als Interimstrainer wurde Co-Trainer Peter Nemeth bis zum Saisonende eingesetzt. Zum 16. Mai 2008 kündigte der Ex-Bundesliga-Profi Heinz Knüwe seinen Posten als Sportlicher Leiter fristlos, da er über die Beurlaubung Faschers nicht informiert worden sei und der Verein deshalb gegen seinen Arbeitsvertrag verstoßen habe. Am 28. Mai 2008 gaben die Sportfreunde bekannt, dem Verein drohe die Insolvenz. Kurz darauf beendeten die Siegener die Regionalligasaison als Elfter und verpassten damit trotz eines Sieges am letzten Spieltag knapp die sportliche Qualifikation für die neue 3. Liga. Am 2. Juni 2008 stellte der Verein wegen Zahlungsunfähigkeit einen Insolvenzantrag beim Amtsgericht Siegen bei einer Überschuldung in Höhe von rund 500.000 €. Der WFLV ließ den Verein dennoch zur NRW-Liga in der Spielzeit 2008/09 zu. Am 25. März 2009 wurde das Insolvenzverfahren rechtskräftig aufgehoben, nachdem ein Insolvenzplan erstellt worden war.

### Konsolidierung und Rückkehr in die vierthöchste Liga

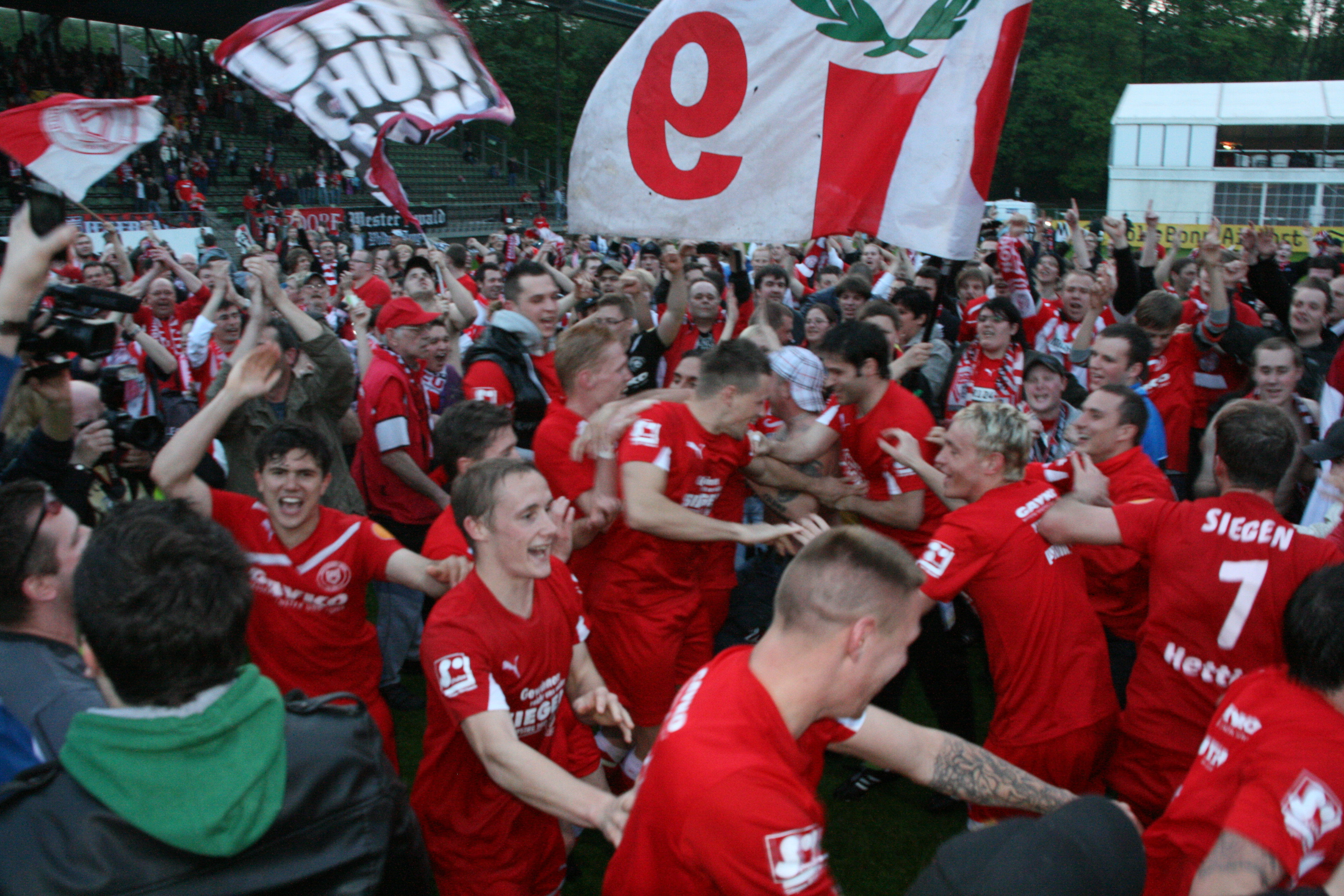
Aufstieg beim Auswärtsspiel bei Viktoria Köln am 9. Mai 2012

Nachdem seine Rettung gesichert war, gesundete der Verein sportlich wie finanziell; mit Platz 7 in der Saison 2010/11 und starken Neuverpflichtungen untermauerte er seine Aufstiegsambitionen für die Regionalliga-Qualifikationssaison 2011/12. Der Aufstieg in die neu konzipierte Regionalliga West wurde dann durch einen 3:0-Erfolg bei Viktoria Köln bereits am 9. Mai 2012 bei noch fünf ausstehenden Spielen perfekt gemacht.
Auf der Mitgliederversammlung am 30. Mai 2012 wurde mehrheitlich beschlossen, die erste Herren-Mannschaft in die Sportfreunde Siegen Spielbetriebs-GmbH auszugliedern. 2015 wurde diese GmbH aufgelöst und die erste Herren-Mannschaft wurde wieder Teil des Vereins.

### Sponsorenabsprung, Abstieg in die Oberliga und sofortiger Wiederaufstieg

Logo bis 2015

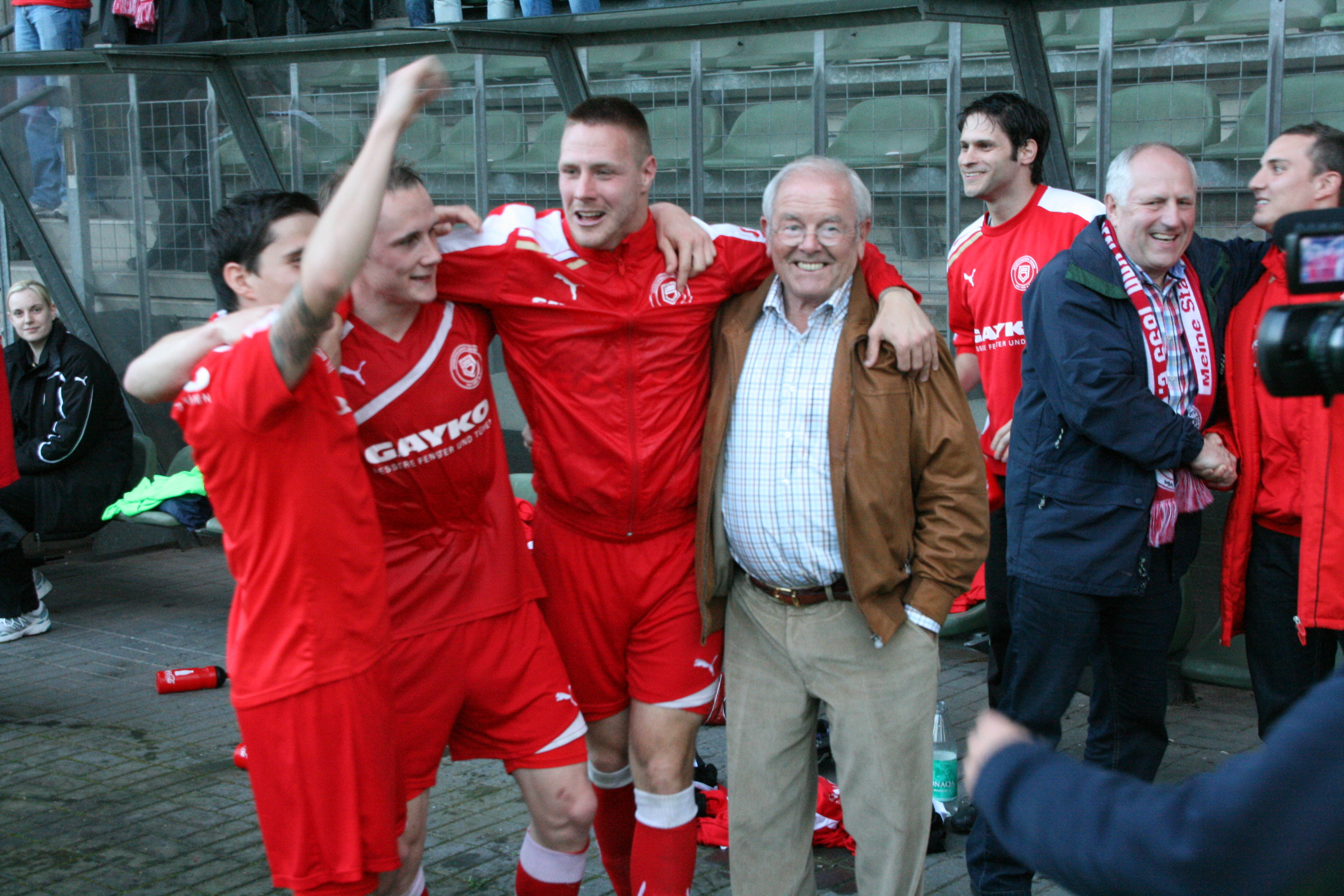
Sportfreunde-Ehrenpräsident Manfred Utsch hier beim Regionalliga-West-Aufstieg im Mai 2012 mit Daniel Grebe, Sven Michel und Rene Lewejohann

Als der Hauptsponsor und Unterstützer der Siegener, Manfred Utsch, seinen Rückzug als Geldgeber zum Ende der Saison 2013/14 ankündigte, änderte dies einiges. Nach einem erneuten fünften Platz wechselten in der Sommerpause viele Spieler zu anderen Vereinen, nachdem bereits im Januar Trainer Michael Boris nach Lotte abgewandert war und der bisherige Co-Trainer Matthias Hagner seinen Posten übernommen hatte. Mit geringerem Budget ging es in die neue Saison; bis Anfang November verbuchte die Mannschaft erst zwei Siege und zwei Unentschieden, dafür zehn Niederlagen. Am 3. November wurde Trainer Hagner entlassen und Michael Boris kehrte von Lotte wieder ins Leimbachtal zurück. Bis zum Ende der Saison hielt man zwar Anschluss an die anderen Vereine, stieg jedoch als 17. in die Oberliga Westfalen ab. In der Sommerpause wechselte Trainer Boris zum Regionalligaabsteiger KFC Uerdingen, der von der Saison 2015/16 bis 2016/17 in der Oberliga Niederrhein spielte. Am 6. Juli 2015 stand Ottmar Griffel als neuer Trainer der Siegener fest; im Gegensatz zu Boris arbeitet er nicht als hauptamtlicher Trainer. Am 20. Mai 2016 gelang den Sportfreunden mit einem 5:0-Sieg gegen den SuS Stadtlohn der direkte Wiederaufstieg in die Regionalliga West.

### Erneute Insolvenz 2017, Fusionspläne und Tod des Ehrenpräsidenten
Die folgende Saison beendete der Verein auf dem letzten Tabellenplatz, nachdem er bereits im Frühjahr erklärt hatte, sich aus finanziellen Gründen freiwillig aus der Liga zurückzuziehen, um in der Oberliga neu zu starten. Am 19. Juni 2017 stellten die Sportfreunde beim Amtsgericht Siegen zum zweiten Mal nach 2008 einen Insolvenzantrag. Mit Beschluss des Amtsgerichts Siegen vom 6. November 2019 wurde das Insolvenzverfahren über das Vermögen aufgehoben. Im Rahmen der Partie gegen Westfalia Rhynern am 3. Spieltag der Oberliga-Saison 2019/20 feierten die Sportfreunde Siegen ihr 120-jähriges Jubiläum.
In der Saison 2020/21 gab es einen Vorstoß des Ehrenpräsidenten der Sportfreunde, Manfred Utsch, und des Hauptsponsors des 1. FC Kaan-Marienborn, Christoph Thoma, diese beiden Siegener Vereine zu fusionieren. Die Veröffentlichung dieser Pläne erfolgte durch ein Interview in einer Siegener Zeitung, die Vereine sollen vorher darüber nicht informiert gewesen sein. Unter anderem aufgrund der Streitpunkte Vereinsname und Spielstätte sowie der öffentlichen Äußerungen des Sportfreunde-Vorstands zu den Fusionsplänen lehnte zunächst Kaan-Marienborn die Fusion öffentlich ab. Kurz darauf hat auch Siegen erklärt, dass die Fusion keinen Sinn ergebe.
Im Jahr 2021 verstarb der jahrzehntelange Unterstützer der Sportfreunde, Manfred Utsch, im Alter von 85 Jahren. Seit 2013 war er Ehrenpräsident des Vereins, 2014 zog er sich als Mäzen des Vereins zurück. Über die Stiftung "Anstoß zum Leben" unterstützte er jedoch weiterhin Jugendvereine in der Region.

### Fast-Abstieg und Trendwende
Während der Saison 2022/23 übernahm der frühere deutsche Nationalspieler Patrick Helmes, der als Spieler 2005 maßgeblich zum Aufstieg der Sportfreunde in die 2. Bundesliga beigetragen hatte, das Traineramt. Die Mannschaft kämpfte jedoch gegen den Abstieg und konnte den Klassenerhalt erst am letzten Spieltag sichern.
Zur Saison 2023/24 wechselten mehrere Spieler vom zurückgezogenen Regionalligisten 1. FC Kaan-Marienborn ins Leimbachstadion. Trotz dieser Verstärkungen verlief der Saisonstart enttäuschend: Nach nur vier Punkten aus sieben Spielen wurde Helmes Ende September 2023 entlassen. Am 2. Oktober 2023 wurde Thorsten Nehrbauer, der zuvor Kaan-Marienborn bis in die Regionalliga geführt hatte, als neuer Cheftrainer verpflichtet. Unter seiner Leitung stabilisierte sich das Team und belegte in der Rückrunde einen der vorderen Plätze. Zudem gewann der Verein erstmals seit zwölf Jahren wieder den Kreispokal.
Im April 2024 wurde Matthias Georg als Geschäftsführer installiert, nachdem der Verein jahrelang ohne diese Position agiert hatte. Unter seiner Führung wurden verschiedene Maßnahmen zur Modernisierung des Vereins umgesetzt, darunter die Einführung eines Online-Ticketingsystems und der Ausbau des Online-Fanshops zur Saison 2024/25. Zudem startete Radio Siegen den Webchannel „Sportfreunde Live“, der alle Liga- und Westfalenpokalspiele in voller Länge überträgt.
Die Saison 2024/25, in der der 125. Geburtstag des Vereins gefeiert wurde, markierte einen weiteren Höhepunkt in der Vereinsgeschichte. Nach einer Niederlage gegen den ASC Dortmund im September 2024 blieb die Mannschaft in den folgenden 29 Ligaspielen ungeschlagen. Mit nur zwei Saisonniederlagen, 45 von 51 möglichen Auswärtspunkten und der besten Abwehr der Liga sicherten sich die Sportfreunde die Meisterschaft und stiegen nach acht Jahren Oberliga wieder in die Regionalliga auf. Dies geschah vor dem Hintergrund zahlreicher englischer Wochen infolge witterungsbedingter Spielausfälle sowie paralleler Einsätze in drei Wettbewerben.
Am letzten Spieltag gegen den Mitaufsteiger VfL Bochum II kamen 4.893 Zuschauer ins Leimbachstadion, was das bestbesuchte Ligaspiel seit 2011 darstellte. Insgesamt stieg der Zuschauerschnitt von bereits zuvor überdurchschnittlichen 845 in der Vorsaison auf 2.177 an, womit der Verein der zuschauerstärkste Fünftligist Deutschlands war.
Im Westfalenpokal erreichte die Mannschaft das Halbfinale, in dem sie knapp mit 0:1 gegen den späteren Drittligameister und DFB-Pokalfinalisten Arminia Bielefeld unterlag. Das Spiel verfolgten 7.838 Zuschauer im Leimbachstadion.
Parallel zum sportlichen Erfolg wurde das Leimbachstadion modernisiert, unter anderem durch neue Sitzschalen mit dem Schriftzug „SIEGEN“ und die Erneuerung des Kunstrasens des Nebenplatzes. Auch die Zahl der Sponsoren stieg deutlich an; laut Vereinsangaben konnten allein 2024 über 30 neue Partner gewonnen werden.

## Statistik seit der Saison 1947/48
| Saison                                                                                | Liga                      | Platz | S  | U  | N  | Tore   | Punkte | Bemerkung |
| ------------------------------------------------------------------------------------- | ------------------------- | ----- | -- | -- | -- | ------ | ------ | --- |
| 1947/48                                                                               | Landesliga Westfalen      | 11.   | 5  | 6  | 11 | 35:46  | 16:28  | Aufsteiger der vorherigen Saison |
| 1948/49                                                                               | Landesliga Westfalen      | 5.    | 13 | 5  | 8  | 64:42  | 31:21  | drei Landesliga-Staffeln |
| 1949/50                                                                               | Landesliga Westfalen      | 2.    | 15 | 4  | 9  | 78:47  | 34:22  | zwei Landesliga-Staffeln |
| 1950/51                                                                               | Landesliga Westfalen      | 4.    | 18 | 7  | 9  | 81:45  | 43:25  | nur eine Landesliga-Staffel |
| 1951/52                                                                               | Landesliga Westfalen      | 6.    | 14 | 6  | 10 | 91:58  | 34:26  | nur eine Landesliga-Staffel |
| 1952/53                                                                               | Landesliga Westfalen      | 1.    | 19 | 6  | 3  | 81:36  | 43:13  | |
| 1953/54                                                                               | Landesliga Westfalen      | 1.    | 20 | 1  | 5  | 92:29  | 41:11  | |
| 1954/55                                                                               | Landesliga Westfalen      | 1.    | 18 | 4  | 4  | 101:28 | 40:12  | Deutscher Amateurmeister 1955 |
| 1955/56                                                                               | Landesliga Westfalen      | 1.    | 23 | 3  | 2  | 89:31  | 49:7   | Qualifikation für die neue Verbandsliga |
| 1956/57                                                                               | Verbandsliga Westfalen    | 5.    | 14 | 5  | 11 | 71:57  | 33:27  | |
| 1957/58                                                                               | Verbandsliga Westfalen    | 6.    | 13 | 9  | 8  | 57:32  | 35:25  | |
| 1958/59                                                                               | Verbandsliga Westfalen    | 1.    | 21 | 4  | 5  | 80:35  | 46:14  | Finale um die Westfalen-Meisterschaft gegen SpVg Beckum verloren                                                                                |
| 1959/60                                                                               | Verbandsliga Westfalen    | 2.    | 19 | 3  | 6  | 65:31  | 41:15  | |
| 1960/61                                                                               | Verbandsliga Westfalen    | 1.    | 18 | 5  | 3  | 73:25  | 41:11  | |
| 1961/62                                                                               | 2. Oberliga West          | 8.    |    |    |    | 55:46  | 28:32  | |
| 1962/63                                                                               | 2. Oberliga West          | 5.    |    |    |    | 63:57  | 33:27  | Qualifikation für die neue Regionalliga |
| 1963/64                                                                               | Regionalliga West         | 18.   | 9  | 11 | 18 | 69:85  | 29:47  | |
| 1964/65                                                                               | Verbandsliga Westfalen    | 5.    |    |    |    | 51:43  | 34:30  | |
| 1965/66                                                                               | Verbandsliga Westfalen    | 9.    |    |    |    | 43:50  | 27:29  | |
| 1966/67                                                                               | Verbandsliga Westfalen    | 12.   |    |    |    | 40:51  | 22:34  | |
| 1967/68                                                                               | Verbandsliga Westfalen    | 15.   |    |    |    | 44:61  | 22:38  | |
| 1968/69                                                                               | Landesliga Westfalen      | 2.    |    |    |    | 75:29  | 49:11  | |
| 1969/70                                                                               | Verbandsliga Westfalen    | 4.    |    |    |    | 59:35  | 38:22  | |
| 1970/71                                                                               | Verbandsliga Westfalen    | 2.    |    |    |    | 65:29  | 44:16  | Teilnahme an der Amateurmeisterschaft 1971 |
| 1971/72                                                                               | Verbandsliga Westfalen    | 1.    |    |    |    | 70:25  | 45:15  | |
| 1972/73                                                                               | Regionalliga West         | 7.    | 14 | 11 | 9  | 55:53  | 39:29  | |
| 1973/74                                                                               | Regionalliga West         | 12.   | 9  | 10 | 15 | 59:76  | 28:40  | keine Qualifikation für die neue 2. Bundesliga                                                                                                  |
| 1974/75                                                                               | Verbandsliga Westfalen    | 3.    | 19 | 8  | 7  | 86:42  | 46:22  | |
| 1975/76                                                                               | Verbandsliga Westfalen    | 15.   | 11 | 7  | 16 | 47:61  | 29:39  | |
| 1976/77                                                                               | Verbandsliga Westfalen    | 10.   | 10 | 14 | 10 | 51:59  | 34:34  | |
| 1977/78                                                                               | Verbandsliga Westfalen    | 4.    | 20 | 5  | 9  | 85:54  | 45:23  | Qualifikation für die neue Oberliga |
| 1978/79                                                                               | Oberliga Westfalen        | 15.   | 10 | 9  | 15 | 45:51  | 29:39  | |
| 1979/80                                                                               | Oberliga Westfalen        | 4.    | 15 | 10 | 9  | 53:37  | 40:28  | |
| 1980/81                                                                               | Oberliga Westfalen        | 7.    | 15 | 8  | 11 | 55:48  | 38:30  | |
| 1981/82                                                                               | Oberliga Westfalen        | 4.    | 17 | 16 | 7  | 57:44  | 50:30  | |
| 1982/83                                                                               | Oberliga Westfalen        | 5.    | 12 | 13 | 9  | 61:58  | 37:31  | |
| 1983/84                                                                               | Oberliga Westfalen        | 13.   | 11 | 7  | 16 | 59:66  | 29:39  | |
| 1984/85                                                                               | Oberliga Westfalen        | 12.   | 10 | 11 | 13 | 55:63  | 31:37  | |
| 1985/86                                                                               | Oberliga Westfalen        | 16.   | 8  | 8  | 16 | 48:72  | 24:40  | |
| 1986/87                                                                               | Verbandsliga Westfalen    | 3.    |    |    |    | 71:46  | 42:26  | |
| 1987/88                                                                               | Verbandsliga Westfalen    | 1.    |    |    |    | 72:34  | 47:17  | |
| 1988/89                                                                               | Oberliga Westfalen        | 16.   | 6  | 6  | 18 | 35:66  | 18:42  | |
| 1989/90                                                                               | Verbandsliga Westfalen    | 14.   |    |    |    | 33:52  | 24:36  | |
| 1990/91                                                                               | Verbandsliga Westfalen    | 2.    |    |    |    | 70:31  | 44:16  | |
| 1991/92                                                                               | Verbandsliga Westfalen    | 1.    |    |    |    | 65:24  | 47:13  | |
| 1992/93                                                                               | Oberliga Westfalen        | 15.   | 7  | 14 | 13 | 35:56  | 24:44  | |
| 1993/94                                                                               | Verbandsliga Westfalen    | 1.    |    |    |    | 47:20  | 41:19  | |
| 1994/95                                                                               | Oberliga Westfalen        | 7.    | 11 | 8  | 9  | 48:33  | 30:26  | |
| 1995/96                                                                               | Oberliga Westfalen        | 2.    | 16 | 7  | 5  | 59:37  | 55     | |
| 1996/97                                                                               | Oberliga Westfalen        | 1.    | 24 | 4  | 2  | 89:26  | 76     | |
| 1997/98                                                                               | Regionalliga West/Südwest | 2.    | 20 | 5  | 9  | 69:37  | 65     | Teilnahme an der Amateurmeisterschaft 1998 |
| 1998/99                                                                               | Regionalliga West/Südwest | 3.    | 15 | 9  | 8  | 48:24  | 54     | |
| 1999/00                                                                               | Regionalliga West/Südwest | 3.    | 20 | 7  | 9  | 61:42  | 67     | |
| 2000/01                                                                               | Regionalliga Süd          | 6.    | 14 | 8  | 12 | 45:45  | 50     | |
| 2001/02                                                                               | Regionalliga Süd          | 7.    | 14 | 10 | 10 | 49:37  | 52     | |
| 2002/03                                                                               | Regionalliga Süd          | 16.   | 11 | 10 | 15 | 47:55  | 43     | |
| 2003/04                                                                               | Regionalliga Süd          | 16.   | 10 | 7  | 17 | 53:63  | 37     | |
| 2004/05                                                                               | Regionalliga Süd          | 2.    | 18 | 10 | 6  | 52:29  | 64     | |
| 2005/06                                                                               | 2. Bundesliga             | 18.   | 8  | 7  | 19 | 35:54  | 31     | |
| 2006/07                                                                               | Regionalliga Süd          | 12.   | 12 | 8  | 14 | 53:49  | 44     | |
| 2007/08                                                                               | Regionalliga Süd          | 11.   | 10 | 15 | 9  | 35:37  | 45     | Zwangsabstieg nach Insolvenzanmeldung |
| 2008/09                                                                               | NRW-Liga                  | 11.   | 12 | 9  | 15 | 44:58  | 45     | |
| 2009/10                                                                               | NRW-Liga                  | 13.   | 11 | 11 | 14 | 47:54  | 44     | |
| 2010/11                                                                               | NRW-Liga                  | 7.    | 14 | 6  | 12 | 54:47  | 48     | |
| 2011/12                                                                               | NRW-Liga                  | 2.    | 24 | 6  | 4  | 75:23  | 78     | |
| 2012/13                                                                               | Regionalliga West         | 5.    | 19 | 7  | 12 | 58:43  | 64     | |
| 2013/14                                                                               | Regionalliga West         | 5.    | 18 | 10 | 8  | 57:34  | 64     | |
| 2014/15                                                                               | Regionalliga West         | 17.   | 7  | 9  | 18 | 33:56  | 30     | |
| 2015/16                                                                               | Oberliga Westfalen        | 1.    | 19 | 7  | 8  | 59:31  | 64     | |
| 2016/17                                                                               | Regionalliga West         | 18.   | 5  | 6  | 23 | 31:82  | 21     | |
| 2017/18                                                                               | Oberliga Westfalen        | 11.   | 9  | 6  | 15 | 46:54  | 33     | |
| 2018/19                                                                               | Oberliga Westfalen        | 12.   | 10 | 12 | 12 | 42:59  | 42     | |
| 2019/20                                                                               | Oberliga Westfalen        | 14.   | 5  | 7  | 7  | 34:33  | 22     | Aufgrund COVID-19-Pandemie Saisonabbruch, Abschlusstabelle wurde nach Quotientenregel ermittelt, danach liegt der Verein ebenfalls auf Platz 14 |
| 2020/21                                                                               | Oberliga Westfalen        | 10.   | 4  | 2  | 4  | 11:13  | 14     | Aufgrund COVID-19-Pandemie Saisonabbruch & Annullierung                                                                                         |
| 2021/22                                                                               | Oberliga Westfalen        | 9.    | 10 | 9  | 10 | 44:53  | 39     | Nach der Vorrunde wurde die Liga geteilt. Qualifikation für die Aufstiegsrunde. Angaben rechts sind kumulierte Werte aus beiden Runden.         |
| 2022/23                                                                               | Oberliga Westfalen        | 14.   | 9  | 8  | 17 | 50:54  | 35     | |
| 2023/24                                                                               | Oberliga Westfalen        | 7.    | 14 | 11 | 9  | 65:46  | 53     | |
| 2024/25                                                                               | Oberliga Westfalen        | 1.    | 23 | 9  | 2  | 70:25  | 78     | |
| grün unterlegte Spielzeiten kennzeichnen einen Aufstieg, rot unterlegte einen Abstieg |                           |       |    |    |    |        |        | |

## Ehemalige Spieler
- Enis Alushi
- Ingo Anderbrügge
- Angelo Barletta
- Marco Beier
- Til Bettenstaedt
- Alexander Blessin
- Peter Blusch
- Heinz Bonn
- Daniel Bogusz
- Rudolf Brachthäuser
- Romas Cirba
- Bruno Custos
- Serkan Dalman
- Norbert Dickel
- Nils Döring
- Lukáš Došek
- Tobias Filipzik
- Enrico Gaede
- Skënder Gega
- Frank Germann
- Thomas Gräbener
- Daniel Grebe
- Paul Haase
- Michel Harrer
- Marcel Heller
- Patrick Helmes
- Uwe Helmes
- Alexander Hettich
- Mircea Irimescu
- Cem İslamoğlu
- Christoph Göbel
- Julian Jakobs
- Zorislav Jonjic
- Björn Jost
- Ralf Kellermann
- Uwe Klein
- Jozef Kotula
- Gaëtan Krebs
- Florian Kringe
- Albert Kühn
- Adnan Masić
- Reinhold Mathes
- Dieter Mietz
- Jens Matthies
- Sven Michel
- Klaus Müller
- Andreas Nauroth
- Otto Nauroth
- Peter Németh
- Gerhard Neuser
- Tobias Nickenig
- Christian Okpala
- Michael Opitz
- Veselin Popović
- Dominik Poremba
- Tim Reichert
- Giuseppe Reina
- Abdelhamid Sabiri
- Asif Šarić
- Herbert Schäfer
- Klaus Scheer
- Mats-Lukas Scheld
- Yann Schneider
- Gerhard Scholtyschik
- Alfred Seiler
- Youssef Sofiane
- Marco Stark
- Christoph Thies
- Lars Toborg
- John van Buskirk
- Ralf von Diericke
- Thomas Vtic
- Daniel Waldrich
- Björn Weikl
- André Weis
- Marco Weißhaupt
- Robert Wulnikowski
- Mark Zeh

## Trainer
- Thorsten Nehrbauer, seit 2. Oktober 2023[38]
- Patrick Helmes, 2. Januar 2023 bis 25. September 2023[39]
- Lirian Gerguri, 20. März 2022 bis 22. Dezember 2022
- Tobias Cramer, 26. November 2019 bis 20. März 2022
- Dominik Dapprich, 13. Juni 2017 bis 29. Oktober 2019
- Thorsten Seibert, 25. September 2016 bis 13. Juni 2017[40]
- Ottmar Griffel, 6. Juli 2015[41][42] bis 25. September 2016
- Michael Boris, 3. November 2014 bis 24. Juni 2015[43][44]
- Matthias Hagner, 8. Januar 2014 bis 3. November 2014
- Michael Boris, 1. Juli 2011 bis 8. Januar 2014
- Daniel Cartus, 4. Mai bis 30. Juni 2011
- Andrzej Rudy, 13. April 2010[45] bis 3. Mai 2011[46]
- Peter Németh. 29. März 2010 bis 12. April 2010
- Rob Delahaije, 29. Oktober 2009[47] bis 29. März 2010
- Jörg Jung, 5. Juni 2009 bis 28. Oktober 2009
- Peter Németh, 1. Mai 2008 bis 2. Juni 2009
- Marc Fascher, 2. Oktober 2007 bis 30. April 2008
- Sascha Franz, 29. September 2007 bis 1. Oktober 2007
- Ralf Loose, 1. Juli 2006 bis 29. September 2007
- Hannes Bongartz, 17. Februar 2006 bis 30. Juni 2006
- Uwe Helmes, 4. Februar 2006 bis 17. Februar 2006
- Ján Kocian, 1. Juli 2005 bis 4. Februar 2006
- Ralf Loose, 4. Juni 2004 bis Juni 2005
- Gerhard „Fanja“ Noll, 9. April 2004 bis 3. Juni 2004
- Michael Feichtenbeiner, 1. Juli 2003 bis 8. April 2004
- Ingo Peter, 1. Juli 1994 – 30. Juni 2003
- Uwe Helmes, 28. Februar 1994 – 30. Juni 1994
- Werner Schumacher, 1. Juli 1993 – 27. Februar 1994
- Toni Burghardt, 1. Juli 1992 – 30. Juni 1993
- Klaus Scheer, 1. Juli – 30. Juni 1992
- Toni Burghardt, 1. Juli 1989 – 30. Juni 1991
- Hubertus Graf von Reichenbach, 29. März 1989 – 30. Juni 1989
- Ernst-Adolf Breuer, 1. Januar 1989 – ? 1989
- Volker Rieske, 1. Juli 1987 – 31. Dezember 1988
- Gerd vom Bruch, 1. Juli 1986 – 30. Juni 1987
- Peter Geyer, 1. Juli 1984 – 30. Juni 1986
- Herbert Wunderlich, Interim 1984
- Elmar Müller, 1. Juli 1979 – 30. Juni 1984
- Rolf Salgert†, 1. Juli 1978 – 30. Juni 1979
- Herbert Wunderlich, 1. Juli 1975 – 30. Juni 1978
- Herbert Schäfer, 1. Juli 1971 – 30. Juni 1975
- Rudi Brückmann, 1. Juli 1968 – 30. Juni 1971
- Jean Paffrath†, 1. Juli 1967 – 30. Juni 1968
- Emil Izsó†, 1. Juli 1966 – 30. Juni 1967
- Herbert Schäfer†, 1. Juli 1960 – 30. Juni 1966
- Josef Gesell†, 1. Juli 1958 – 30. Juni 1960
- Rudi Brückmann, 1. Juli 1957 – 30. Juni 1958
- Jean Paffrath†, 1. Juli 1954 – 30. Juni 1957[48][49]
- Hermann Lindemann†, 1. Juli 1948 – 30. Juni 1949

## Reservemannschaft
| Saison                                                                                           | Liga         | Platz | S  | U  | N  | Tore  | Punkte |
| ------------------------------------------------------------------------------------------------ | ------------ | ----- | -- | -- | -- | ----- | ------ |
| 1998/99                                                                                          | Landesliga   | 1.    |    |    |    |       |        |
| 1999/00                                                                                          | Verbandsliga | 2.    |    |    |    | 77:36 | 57     |
| 2000/01                                                                                          | Verbandsliga | 4.    |    |    |    | 60:47 | 45     |
| 2001/02                                                                                          | Verbandsliga | 2.    |    |    |    | 76:33 | 57     |
| 2002/03                                                                                          | Oberliga     | 10.   | 12 | 7  | 15 | 49:61 | 43     |
| 2003/04                                                                                          | Oberliga     | 15.   | 11 | 8  | 15 | 58:61 | 41     |
| 2004/05                                                                                          | Oberliga     | 14.   | 9  | 6  | 19 | 46:59 | 33     |
| 2005/06                                                                                          | Oberliga     | 17.   | 9  | 7  | 18 | 42:63 | 33     |
| 2006/07                                                                                          | Verbandsliga | 5.    | 13 | 9  | 8  | 50:36 | 48     |
| 2007/08                                                                                          | Verbandsliga | 4.    | 14 | 5  | 11 | 61:38 | 47     |
| 2008/09                                                                                          | Verbandsliga | 10.   | 7  | 12 | 11 | 52:57 | 33     |
| 2009/10                                                                                          | Verbandsliga | 18.   | 8  | 4  | 22 | 39:76 | 28     |
| 2010/11                                                                                          | Landesliga   | 5.    | 16 | 4  | 10 | 80:38 | 52     |
| 2011/12                                                                                          | Landesliga   | 5.    | 12 | 8  | 10 | 51:43 | 44     |
| 2012/13                                                                                          | Landesliga   | 5.    | 13 | 5  | 10 | 55:36 | 44     |
| 2013/14                                                                                          | Landesliga   | 7.    | 13 | 4  | 13 | 47:46 | 43     |
| 2014/15                                                                                          | Landesliga   | 15.   | 3  | 4  | 21 | 19:71 | 13     |
| 2015/16                                                                                          | Bezirksliga  | 16.   | 0  | 0  | 0  | 0:0   | 0      |
| 2016/17                                                                                          | Kreisliga    | 7.    | 10 | 6  | 10 | 53:60 | 36     |
| Anmerkung: grün unterlegte Spielzeiten kennzeichnen einen Aufstieg, rot unterlegte einen Abstieg |              |       |    |    |    |       |        |

| Saison                                                               | Liga        | Platz | S  | U | N  | Tore  | Punkte |
| -------------------------------------------------------------------- | ----------- | ----- | -- | - | -- | ----- | ------ |
| 2002/03                                                              | Bezirksliga | 13.   | 11 | 1 | 18 | 58:75 | 34     |
| 2003/04                                                              | Bezirksliga | 15.   | 7  | 4 | 16 | 56:90 | 25     |
| Anmerkung: Die rot markierte Spielzeit verweist auf ein Abstiegsjahr |             |       |    |   |    |       |        |

Bis zum Ende der Saison 2014/15 sowie in der Saison 2016/17 bestand eine zweite Mannschaft. 1999 gelang der Aufstieg in die Verbandsliga Westfalen, drei Jahre später der erneute Aufstieg in die Oberliga. Es folgte ein 10. Platz in der Saison 2002/03, die höchste Platzierung in der Oberliga, ehe man 2006 wieder in die Westfalenliga abstieg. Seit 2010 spielte die Reserve der Sportfreunde in der Landesliga Westfalen Staffel 2. Dort wurde sie nach der Saison 2014/15, auf dem 15. Platz stehend, aufgelöst. Im März 2016 gaben die Sportfreunde bekannt, dass zur nächsten Saison wieder eine 2. Mannschaft die als U21 agieren wird, am Spielbetrieb teilnimmt. Die Mannschaft begann in der Kreisliga A, da sie durch die Nichtmeldung der Vorsaison als erster Absteiger aus der Bezirksliga feststand. Nach einer Saison wurde die U21 aufgrund der Insolvenz zur Saison 2017/18 vom Spielbetrieb abgemeldet.
Zwischen 2002 und 2004 bestand eine dritte Mannschaft. Sie spielte in der Bezirksliga.

## Jugend
In der Saison 2012/13 nahmen insgesamt 15 Jugendmannschaften am Spielbetrieb teil. Die B-Jugend des Vereins spielte in der Saison 2012/13 in der B-Junioren-Bundesliga, Staffel West, stieg allerdings direkt wieder ab und spielte anschließend wieder in der Verbandsliga. 2015 gelang der erneute Aufstieg in die höchste Spielklasse der U17, ebenso wie 2022.
Zwischen 2019 und 2022 spielten die A-Jugend (U19), B-Jugend (U17) und die C-Jugend (U15) jeweils in der zweithöchsten Spielklasse der Altersgruppe (Westfalenliga).
Bei den Mädchen besteht eine B-Juniorinnenmannschaft. In der Saison 2013/14 spielten sie in der Verbandsliga. Seit der Saison 2018/19 spielt die Mannschaft in der Kreisliga.
Seit 2018 kooperieren die Sportfreunde im Nachwuchsbereich mit dem VfL Bochum. Zudem hat der Verein ein Konzept erarbeitet, um Leistungssport und (Berufsaus-)Bildung zu vereinbaren. Die Jugendabteilung genießt einen hohen Stellenwert im Verein. Vor allem seit der zweiten Insolvenz 2017 schaffen einige Spieler den Sprung von der Jugendabteilung in die erste Herren-Mannschaft.
Sinnbildlich für die Jugendarbeit der Sportfreunde war das Oberliga-Derby der ersten Herren-Mannschaft gegen den Nachbarn TuS Erndtebrück im April 2022. Bei beiden Mannschaften kamen bei diesem Spiel neun ehemalige Sportfreunde-Jugendspieler zum Einsatz. Zudem wurden zwei Spieler aus der U19 eingesetzt, von denen einer sogar das entscheidende Siegtor für Siegen schoss. Trainiert wurde Siegen von Lirian Gerguri, der ebenfalls in der Sportfreunde-Jugend gespielt hat.

## Frauenmannschaft
Zur Saison 1996/1997 übernahmen die Sportfreunde Siegen die erfolgreiche Frauenmannschaft des TSV Siegen. An die Erfolge des TSV konnte man nicht anknüpfen. Nach fünf Spielzeiten stieg man aus der Bundesliga ab und spielte fort an in der Regionalliga West. In den Spielzeiten 2002/03 und 2008/09 stieg man in die Verbandsliga Westfalen ab und konnte in der folgenden Saison den direkten Wiederaufstieg feiern.
In der Saison 1999/2000 erreichte die Sportfreunde Siegen das DFB-Pokalfinale und verloren dort mit 1:2 gegen den 1. FFC Frankfurt. 12 Jahre später, in der Saison 2011/12 konnte man den Westfalenpokal gegen Germania Hauenhorst gewinnen. Dadurch qualifizierte man sich für den DFB-Pokal der kommenden Saison.
Seit der Saison 2016/17 spielte die erste Frauenmannschaft in der viertklassigen Westfalenliga. In der aufgrund der COVID-19-Pandemie abgebrochenen Saison 2019/20 erfolgte der Aufstieg in die Regionalliga West. Da auch die Saison 2020/21 abgebrochen wurde und die "Sportfreundinnen" bis dahin den ersten Tabellenplatz belegten, nahmen sie mit drei weiteren Mannschaften an einer Entscheidungsrunde teil. Aus dieser gingen die Sportfreunde Siegen als Sieger und somit als Meister der Regionalliga West hervor. Dies berechtigte sie, gegen den Meister der Regionalliga-Südwest, SV Göttelborn, zwei Spiele um den Aufstieg in die 2. Bundesliga zu bestreiten, die jedoch knapp verloren gingen. 
In der Saison 2021/22 schafften sie es erstmals seit über 20 Jahren das Achtelfinale des DFB-Pokals zu erreichen.
Nach dem Rückzug vor Beginn der Saison 2023/24 aus der Regionalliga "aufgrund zahlreicher Gründe" spielen die "Sportfreundinnen" seit der Saison 2024/25 in der Bezirksliga.

## Stadion

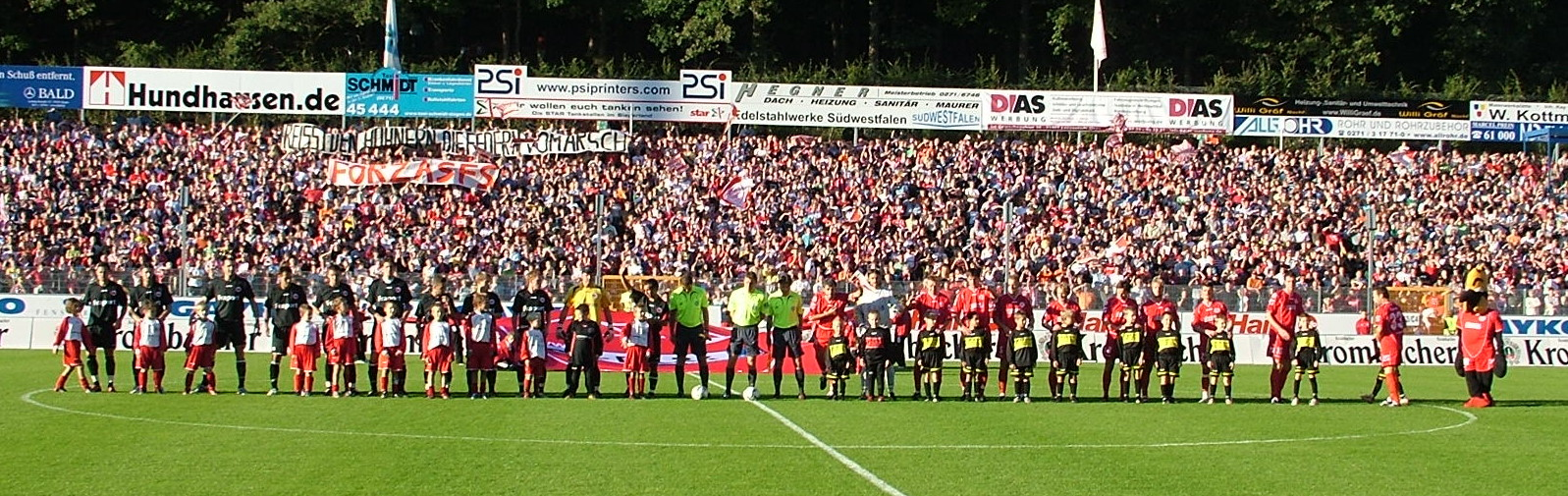
"Waldseite" des Leimbachstadions Siegen

Die umfassenden Renovierungsarbeiten am städtischen Leimbachstadion wurden vor der Saison 2003/04 fertiggestellt. Dabei wurden grundsätzlich alle Stehplatzbereiche erneuert und Flutlichtmasten installiert. Die Ostkurve folgte im Juli 2005. Zudem entstanden auf der Haupttribüne überdachte Presseplätze entsprechend den behördlichen Vorgaben. Seit 2020 wird das Stadion schrittweise weiter modernisiert. Das Stadion verfügt derzeit über 18.500 Plätze, davon 2.100 überdachte Sitzplätze und 16.400 Stehplätze, von denen 2.000 unter der Haupttribüne überdacht sind.

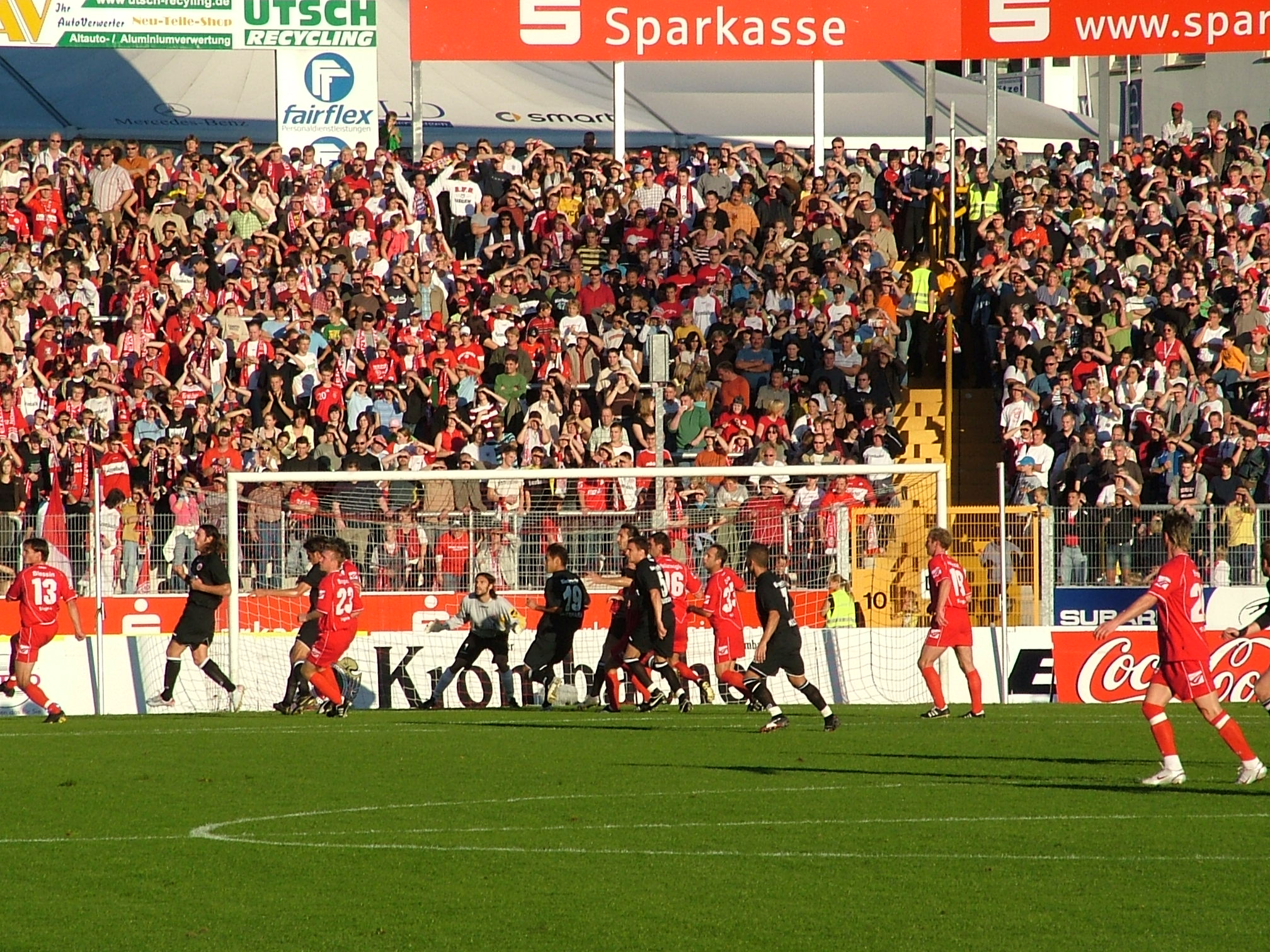

An Heimspieltagen verkehrt die sogenannte „Magolves-Linie“ vom Siegener ZOB zum Stadion. Sie ist benannt nach dem Siegerländer Wort für den Eichelhäher – dem Maskottchen der Sportfreunde Siegen.

## Fanszene

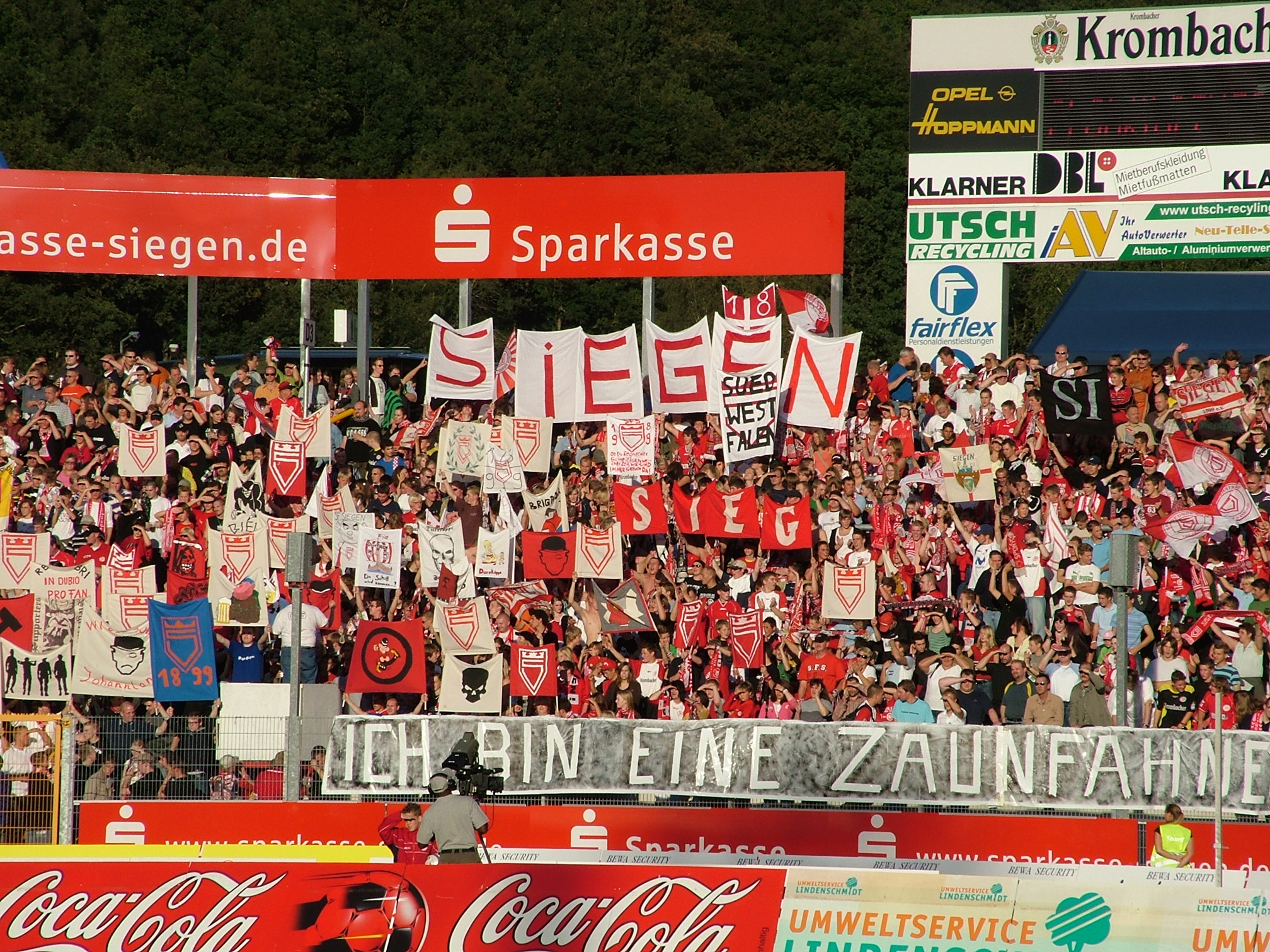
Fanblock des Leimbachstadions in Siegen

Die Fanszene besteht aus vielen verschiedenen Fangruppen. Die größten und aktivsten Gruppen sind die Brigada Siegena 2000, Sektion Krönchenstadt und die Turnschuhcrew Ultras 2009, die ihren Standort in Block F11 auf der Haupttribüne haben. Trotz mehrfachen sportlichen Abstiegs haben die Siegener noch eine sehr aktive Fanszene und bringen auch auf Auswärtsspielen noch viele Fans mit. In den letzten Jahren entstand jeweils eine große Rivalität zu den Fans vom SV Lippstadt 08 und Rot Weiss Ahlen.